# Modello di Lewis
Il modello di Lewis, noto anche come modello di crescita come sviluppo è un modello matematico usato in economia dello sviluppo per spiegare il tasso di crescita di un'economia in termini di livello di risparmio e produttività del capitale.
È stato elaborato da Arthur Lewis.

## Storia
Questo modello del (1954) è considerato il padre di tutti i modelli dualistici di sviluppo economico. Esso descrive le condizioni di trasformazione strutturale di un’economia, da prevalentemente agricola a prevalentemente manifatturiera. Le ragioni per cui secondo questa prospettiva lo sviluppo viene fatto coincidere con l’industrializzazione possono essere illustrate a partire da una semplice identità utile a scomporre il PIL pro capite nelle sue diverse componenti:
dove:		N= 		Popolazione
		L= 		Forza Lavoro Occupata
		FL=		Forza lavoro complessiva
		Y=		Produzione totale dell’economia (PIL reale)
		A, I, S =	Agricoltura, Industria e Servizi 	
		Yj = Produzione reale nel settore j
	  =  produttività del lavoro nel settore j
	 = frazione della forza lavoro impiegata nel settore j
	 = tasso di occupazione
	 = tasso di partecipazione
Da questa identità si possono notare le potenziali ragioni che spiegano la diversità nel livello del PIL pro capite dei diversi paesi:
a.	Diversi livelli del tasso di occupazione e/o partecipazione. Quanto più sono bassi, tanto minore il livello del PIL pro capite.
b.	Diversi pattern di distribuzione occupazionale. Infatti, poiché generalmente il livello della produttività del lavoro nell’industria è molto più alto che in agricoltura – ovvero   - il PIL pro capite sarà tanto più alto quanto maggiore è la quota di occupati impiegati nell’industria.
c.	Diversi livelli di produttività del lavoro nei diversi settori dell’economia. Naturalmente, al crescere della produttività del lavoro in uno qualsiasi dei settori dell’economia cresce anche il PIL pro capite.
È chiaro che si potrebbe immaginare una strategia volta alla crescita del reddito pro capite basata sull’incremento della produttività agricola. 
Ma, dal momento che anche nei paesi meno avanzati il livello della produttività industriale è già superiore a quello della produttività agricola, un'altra possibile strategia consiste nello spostamento di forza lavoro da settori meno produttivi (agricoltura) a settori più produttivi (industria). 
Il modello di Lewis racconta questo secondo tipo di strategia, lo sviluppo e la crescita del reddito pro capite come sinonimo di industrializzazione.

## Analisi delle strategie
Perché non il primo tipo di strategia, lo sviluppo come aumento della produttività in agricoltura? Innanzitutto per ragioni storiche: è difficile se non impossibile pensare ad un paese oggi avanzato che nel suo percorso di sviluppo non sia passato attraverso una fase d industrializzazione. Ci sono poi da considerare anche delle ragioni di ordine economico.
I motivi per cui, nei paesi ricchi così come in quelli poveri, la produttività del lavoro industriale è maggiore della produttività del lavoro agricolo, li aveva in fondo già individuati Adam Smith ne La ricchezza delle nazioni. La produttività agricola è soggetta a limiti fisici, i ritmi della natura, cui quella industriale non deve sottostare. Ancora, molti lavori agricoli sono più difficilmente (più costosamente) standardizzabili rispetto alla gran parte dei lavori industriali, così che è prevalentemente nell’industria che si possono più facilmente introdurre macchinari di ausilio al lavoro umano. 
Inoltre, quand’anche questi argomenti non venissero ritenuti convincenti, per esempio pensando agli incrementi di produttività agricola resi possibili dalle coltivazioni transgeniche, non ci si deve comunque dimenticare di un altro importante argomento economico, la cosiddetta legge di Engel.
Essa asserisce, sensatamente, che l’elasticità della domanda di beni agricoli rispetto al reddito è minore di uno. 
Ogni volta che il reddito cresce, la domanda di beni agricoli aumenta, ma in misura inferiore, dal momento che verosimilmente l’incremento di reddito non verrà utilizzato per soddisfare bisogni essenziali (già soddisfatti: se non completamente, di certo prioritariamente). 
Gli incrementi di reddito servono per lo più a domandare beni industriali, sia per ragioni di consumo che eventualmente per ragioni di investimento. Insomma, per tutti questi motivi è del tutto comprensibile che Lewis abbia voluto analizzare e descrivere il processo di sviluppo come un processo di industrializzazione.
Nel processo di industrializzazione il ruolo giocato dall’agricoltura è comunque molto importante. In primo luogo l’agricoltura deve fungere da riserva di forza lavoro, il serbatoio da cui l’industria in espansione possa attrarre lavoratori. 
Secondariamente, il settore rurale deve produrre un surplus agricolo. Infatti, se il commercio internazionale e le importazioni di cibo non fossero un’opzione disponibile (per ragioni che discuteremo nel seguito), allora il settore agricolo deve necessariamente produrre un eccesso di output rispetto al proprio fabbisogno interno. 
I lavoratori che si muovono verso l'industria devono infatti essere nutriti e poter acquistare nei mercati urbani il surplus agricolo realizzato dal settore rurale. In una economia povera ancora agli inizi del processo di industrializzazione l’agricoltura svolge anche la importante funzione di fonte di domanda per i prodotti industriali, a meno di non immaginare che il nascente settore industriale non sia già in grado di esportare la propria produzione, ma si tratta evidentemente di un’ipotesi non molto realistica. In ogni caso Lewis, il cui impianto teorico di fondo è sostanzialmente classico non si preoccupa di problemi di domanda e concentra la propria attenzione sulle funzioni dell’agricoltura come riserva di manodopera e produttrice di surplus agricolo.
Naturalmente non sarà possibile pagare ai lavoratori il prodotto marginale, che equivarrebbe ad un pagamento nullo, ciò conferma l’ipotesi che in questo settore l’obiettivo delle imprese non sia soltanto la massimizzazione del profitto. L’obiettivo dell’impresa famiglia è di garantire a tutti i suoi membri la sussistenza. A tutti, perciò, verrà garantito il pagamento non del prodotto marginale, ma del prodotto medio: una regola distributiva egualitaria e pre-capitalistica piuttosto che una regola distributiva capitalistica.

## La fase del surplus di lavoro
Consideriamo una economia in cui tutta la forza lavoro è impiegata nel settore agricolo.
Si tratta evidentemente del punto di partenza di qualsivoglia processo di sviluppo: la produttività agricola è così bassa che tutti devono necessariamente lavorare nel settore agricolo per produrre la propria sussistenza.
Ciascuno di questi lavoratori percepisce un reddito reale pari come sappiamo al prodotto medio del lavoro, a = T/A.
Ora consideriamo una piccola riduzione della forza lavoro agricola. Alcuni lavoratori,  decidono di emigrare verso la città alla ricerca di un impiego industriale. 
Che succede? In agricoltura restano quindi impiegati D lavoratori (A – D sono i lavoratori che emigrano in città) e, come si vede bene nella figura, il prodotto totale non cambia. Ne segue che il prodotto medio dell’agricoltura aumenta, da a = T/A fino a T/D. Ora, nel caso in cui il “vecchio” prodotto medio, a, fosse già sufficiente a coprire tutta la sussistenza, si può ipotizzare che i D lavoratori rimasti in agricoltura continuino a percepire il medesimo reddito a, o comunque un reddito compreso fra a e T/D. Questa ipotesi si può giustificare in vari modi, a seconda dello specifico contesto socio-istituzionale che si vuole descrivere. Potremmo pensare che siano gli stessi lavoratori agricoli, desiderosi di diversificare i beni di consumo, a voler vendere una parte dell’aumento del loro prodotto medio in cambio di beni industriali (in tal caso non è appropriato dire che il reddito dei D lavoratori agricoli è rimasto invariato).

## Modello centro-periferia
Il modello centro-periferia fu studiato da Lewis e rielaborato negli anni '90 da Paul Krugman.
Incrociando le classi di reddito con altri sistemi classificatori (import-export, crescita demografica), e tenendo conto delle nuove categorie di paesi considerate precedentemente (paesi emergenti, paesi in transizione), è possibile descrivere un quadro delle gerarchie geopolitiche ed economiche mondiali abbastanza plausibile mutuando il vecchio modello geografico "centro-periferia". Secondo quest'ipotesi il centro del mondo sarebbe occupato da poco meno di una trentina di paesi a capitalismo avanzato, gravitante intorno a un nocciolo duro formato dalle maggiori potenze industriali, i G7.
La periferia sarebbero quindi le economie meno sviluppate dei paesi in via di sviluppo, sia in termini di reddito, sia perché essi possiedono limitate risorse naturali, e spesso fortemente indebitati: in sostanza paesi con una base produttiva poco diversificata, con tecnologie e processi produttivi arretrati, in ogni caso con una forte dipendenza dall'estero per finanziamenti e mercati, con poca attrazione di investimenti.
Vi sarebbe infine una fascia intermedia di realtà, la semiperiferia, dove convergerebbero sia i paesi emergenti (escluse le "quattro tigri" asiatiche, inglobate nelle "economie avanzate"), sia diversi paesi in transizione, che per risorse, organizzazione produttiva, capacità tecnologiche sono in fase di più o meno avanzata integrazione con il "centro".